# Callicostella pontianacensis
Callicostella pontianacensis là một loài rêu trong họ Pilotrichaceae. Loài này được M. Fleisch. mô tả khoa học đầu tiên năm 1908.
Danh pháp khoa học của loài này chưa được làm sáng tỏ. 